# Pseudosimnia alisonae
Pseudosimnia alisonae is een slakkensoort uit de familie van de Ovulidae. De wetenschappelijke naam van de soort werd voor het eerst geldig gepubliceerd in 2020 door Lorenz en Rosenberg.